# Збудза
Збудза (слч. Zbudza) насељено је мјесто са административним статусом сеоске општине (слч. obec) у округу Михаловце, у Кошичком крају, Словачка Република.

## Становништво
| Година:    | 1994. | 2004.   | 2014.   | 2024.   |
| ---------- | ----- | ------- | ------- | ------- |
| Број људи: | 553   | 537     | 542     | 521     |
| Разлика:   |       | -2,89 % | +0,93 % | -3,87 % |

| Година:    | 2023. | 2024.   |
| ---------- | ----- | ------- |
| Број људи: | 519   | 521     |
| Разлика:   |       | +0,38 % |

Према подацима о броју становника из 2011. године насеље је имало 540 становника.